# Edwin von Manteuffel
Edwin von Manteuffel (Dresda, 24 febbraio 1809 – Karlsbad, 17 giugno 1885) è stato un generale tedesco.
Raggiunto il grado di Generalfeldmarschall (feldmaresciallo secondo i gradi tedeschi) fu noto per le sue vittorie nella guerra franco-prussiana.

## Biografia

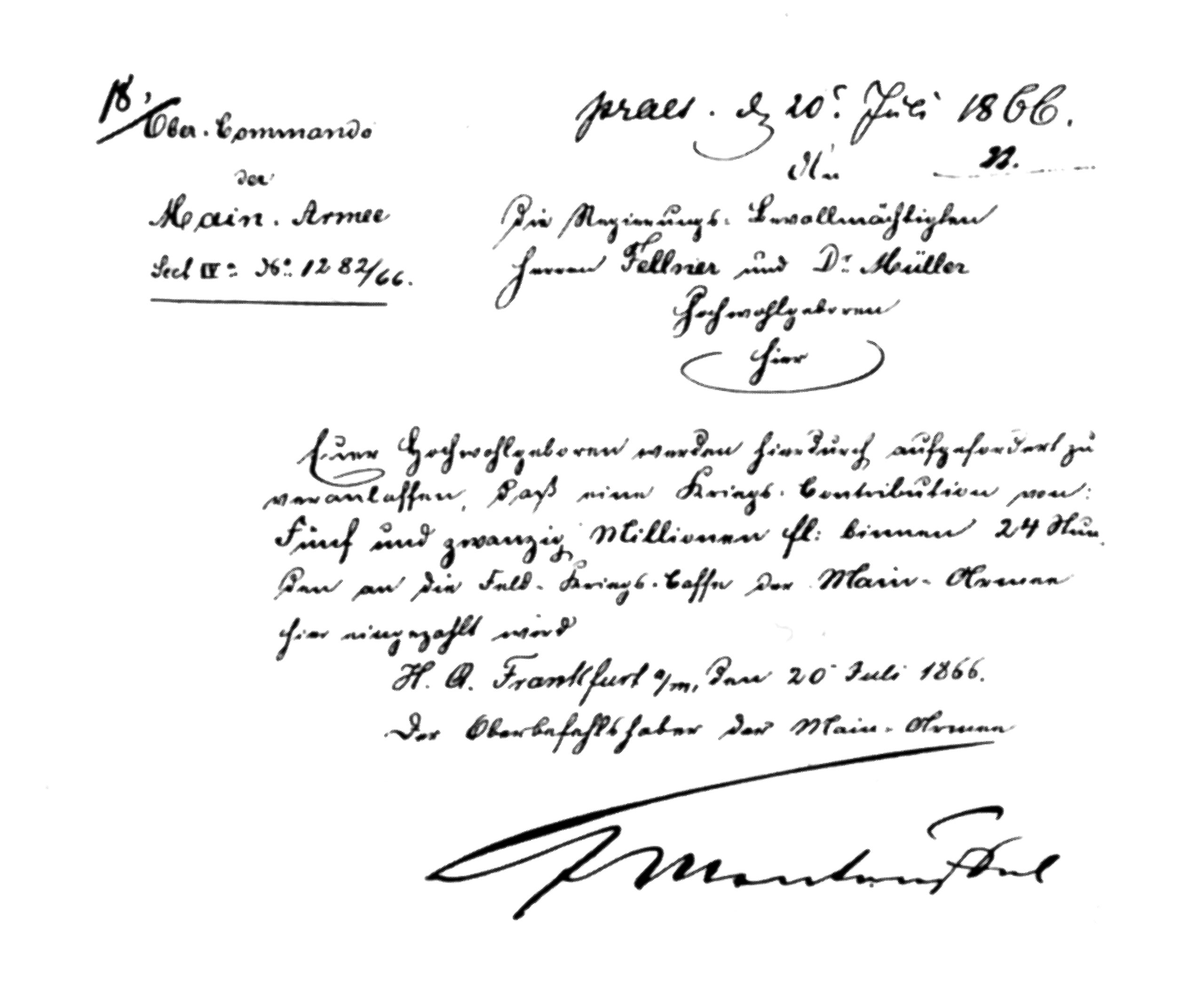
La firma di Manteuffel su un documento del 20 luglio 1866 col quale Francoforte, entro un limite di 24 ore, dovette pagare 25 milioni di fiorini come contributo di guerra

Figlio del presidente della corte suprema del Magdeburgo, entrò nella Guardia a cavallo a Berlino nel 1827, diventando ufficiale nel 1828. Dopo aver frequentato la scuola di guerra per due anni, servì come aiutante di campo del generale von Müffling e del Principe Alberto di Prussia. Venne promosso capitano nel 1843 e maggiore nel 1848. Successivamente fu aiutante di campo di Federico Guglielmo IV di Prussia.
Raggiunse il grado di tenente colonnello nel 1852 e di colonnello comandante del 5º reggimento Ulani l'anno successivo, ricoprì anche incarichi diplomatici in Austria e Russia. Fu uno degli artefici della riorganizzazione dell'esercito prussiano nell'inizio degli anni sessanta dell'Ottocento. Combatté in tutte le campagne successive contro l'Austria, contro la Danimarca durante la seconda guerra dello Schleswig, divenendo governatore dello Schleswig e durante la Guerra austro-prussiana, nella quale occupò l'Holstein, comandò una divisione contro gli Hannoveriani (alleati dell'Austria) e comandò l'Armata del Meno.
Durante la guerra franco-prussiana conquistò Amiens il 27 novembre 1870 nella battaglia di Villers-Bretonneux, sconfiggendo l'armata del Nord francese, che poi batté di nuovo il 23 dicembre nella battaglia di Pont-Noyelles (o L'Hallue) costringendo i francesi dopo una vittoria parziale a ritirarsi ad Arras.
Infine accerchiò l'armata del generale Bourbaki, al comando di una forza di 150.000 uomini, già sconfitta dal generale Werder presso Héricourt tra il 15 e il 17 gennaio. Manteuffel, succeduto a August von Werder al comando del settore orientale, procedette in direzione di Bourbaki al fine di annientarlo, e questi, onde evitare l'accerchiamento delle sue truppe, arretrò fino a Besançon, ma senza riuscire a ritirarsi. Gran parte delle sue truppe dovette riparare in Svizzera sotto la spinta tedesca.
Dopo il Congresso di Berlino nel 1878 Manteuffel, ancora una volta fu inviato in missione diplomatica in Russia (dopo aver già collaborato al miglioramento dei rapporti con la Russia alcuni anni prima), e dal 1879 fu governatore imperiale tedesco dell'Alsazia-Lorena.